# Samir Dahmani
Samir Dahmani (né le 3 avril 1991 à Martigues) est un athlète français, spécialiste des courses de demi-fond.

## Biographie
En 2008, il devient champion de France cadet du 800 mètres et améliore les records de France cadets du 800 m (1 min 48 s 78) et du 1 500 mètres (3 min 43 s 85). Champion de France junior du 1 500 m en 2009, il atteint la finale des championnats d'Europe juniors à Novi Sad, en Serbie.
Il se classe cinquième du 1 500 m lors des championnats du monde juniors de 2010. Il améliore lors de cette saison le record de France junior du 800 m (1 min 46 s 74), et porte celui du 1 500 m à 3 min 38 s 01 lors du Mémorial Van Damme de Bruxelles.
Au meeting de Paris 2016, le 27 août 2016, il pulvérise son record personnel sur 800 mètres, réalisant 1 min 44 s 07 pour décrocher une 9e place dans la course.
Le 18 février 2018, à Liévin, il réalise un nouveau record personnel en salle du 1 500 m en 3 min 40 s 23.
Le 11 décembre 2019, il est suspendu 4 ans par l'AFLD pour s’être opposé à un contrôle antidopage et fait appel de cette décision. En septembre 2020, le conseil d’État rejette l’appel et confirme la suspension.

### Vie privée
Samir Dahmani est en couple avec la marathonienne Clémence Calvin.

## Palmarès
| Date | Compétition                                  | Lieu     | Résultat | Épreuve      | Temps         |
| ---- | -------------------------------------------- | -------- | -------- | ------------ | ------------- |
| 2017 | Championnats d'Europe par équipes            | Lille    | 8e       | 800 m        | 1 min 48 s 65 |
| 2017 | Festival olympique de la jeunesse européenne | Belgrade | 3e       | 800 m        | 1 min 52 s 39 |
| 2017 | Championnats d'Europe de cross-country       | Šamorín  | 5e       | Relais mixte | 19 min 04 s   |

Palmarès national
- Championnats de France d'athlétisme
  - 3e du 1 500 mètres en 2015
- Championnats de France d'athlétisme en salle
  - vainqueur du 1 500 mètres en 2018 et 2019
  - 2e du 1 500 mètres en 2017
  - 3e du 1 500 mètres en 2016

### Records
| Épreuve | Performance   | Lieu      | Date         |
| ------- | ------------- | --------- | ------------ |
| 800 m   | 1 min 44 s 07 | Paris     | 27 août 2016 |
| 1 500 m | 3 min 36 s 53 | Marseille | 6 juin 2015  |